# Kreuzerhöhungskirche (Ukta)
Die Kreuzerhöhungskirche in Ukta ist ein Ziegelbau aus der Mitte des 19. Jahrhunderts. Sie diente bis 1945 als zentrales evangelisches Gotteshaus für das ostpreußische Kirchspiel Alt Ukta und ist heute römisch-katholische Pfarrkirche von Ukta in der polnischen Woiwodschaft Ermland-Masuren.

## Geographische Lage
Ukta liegt im Südosten der Woiwodschaft Ermland-Masuren und nur wenige Kilometer nordwestlich der Stadt Ruciane-Nida (deutsch Rudczanny/Niedersee-Nieden). Die Kirche steht in der Ortsmitte an der Nordostseite der den Ort durchziehenden Woiwodschaftsstraße 610 unweit der Einmündung der Woiwodschaftsstraße 609. Ruciane-Nida ist die nächste Bahnstation und liegt an der Bahnstrecke Olsztyn–Ełk (deutsch Allenstein–Lyck).

## Kirchengebäude

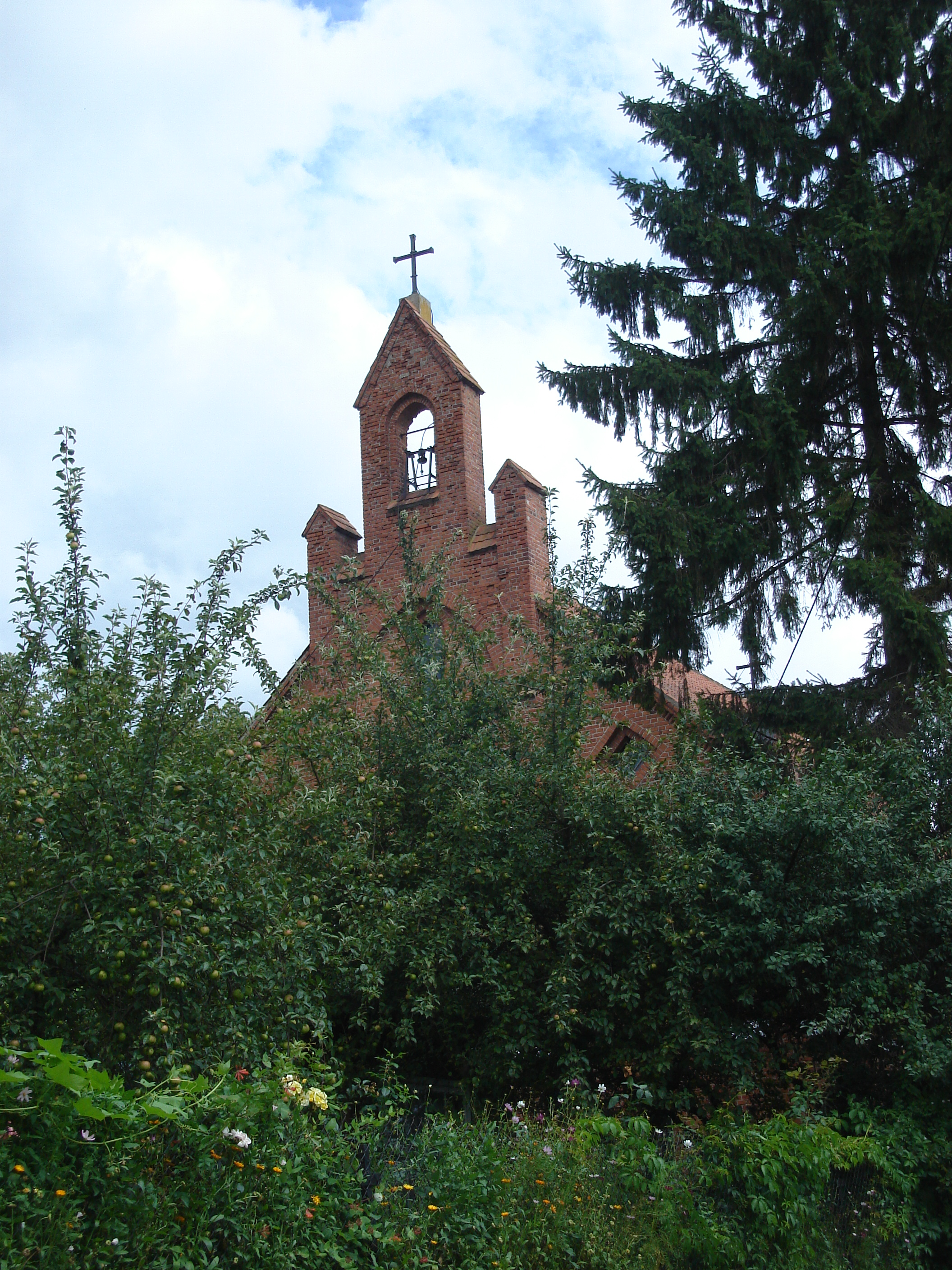
Blick auf den Giebelturm mit Glocke

Die Pfarrkirche in Alt Ukta wurde in den Jahren 1863 bis 1864 gebaut und am 4. September 1864 als evangelisches Gotteshaus eingeweiht. Johann Groß war der Baumeister, der das Gebäude unter Einfluss von Friedrich August Stüler als Ziegelbau mit kleinem Glockenaufbau über dem Westgiebel errichtete.
Der Innenraum der Kirche ist gewölbt und in neugotischem Stil ausgestattet. Das Mittelschiff endet in der Apsis. Der Rahmen und Altaraufsatz entstammen einem Entwurf Stülers. Den Altarunterbau stellte der königliche Tischlermeister C. W. Franke in Berlin her. Das Altarretabel wurde als bedeutendes Werk des italienischen Malers Girolamo Muziano (1528–1692) erst im Jahr 2010 wiederentdeckt, nachdem es lange als verschollen galt und bereits in der Lost Art Datenbank auf der Liste stand. Das Bild zeigt die Beweinung Christi und verdankt seine Wiedererstehung dem Kunstdenkmalschützer Geograf Krzystof Worobliec aus Kadzidłowo (deutsch Kadzidlowen, 1938 bis 1945 Einsiedeln).
Die Orgel wurde von Orgelbaumeister Wilhelm Sauer in Frankfurt (Oder) angefertigt. Der ursprüngliche Taufstein der Kirche befindet sich im evangelischen Gemeindehaus in Pisz (Johannisburg).
Seit 1981 befindet sich die Kirche im Besitz der Römisch-katholischen Kirche in Polen, wobei der Eigentümerwechsel nicht ganz problemlos verlaufen zu sein scheint. In der Folgezeit erhielten die Wände einen weißen Anstrich. Dadurch wurden allerdings die alten Wandmalereien mit den Bibelversen im Altarraum verdeckt. Erst in den 2010er Jahren konnten sie mit EU-Mitteln durch die Arbeit der Kunstkonservatorin Magdalena Schneider wieder freigesetzt werden.

## Kirchengemeinde

### Evangelisch

#### Kirchengeschichte
In Alt Ukta wurde 1846 eine evangelische Kirche gegründet und dem Kirchenkreis Sensburg in der Kirchenprovinz Ostpreußen der Evangelischen Kirche der Altpreußischen Union zugeteilt. Mehr als 30 Kirchspielorte waren eingepfarrt. Die Pfarrstelle wurde vom ersten Jahr bis 1945 durchgehend besetzt.

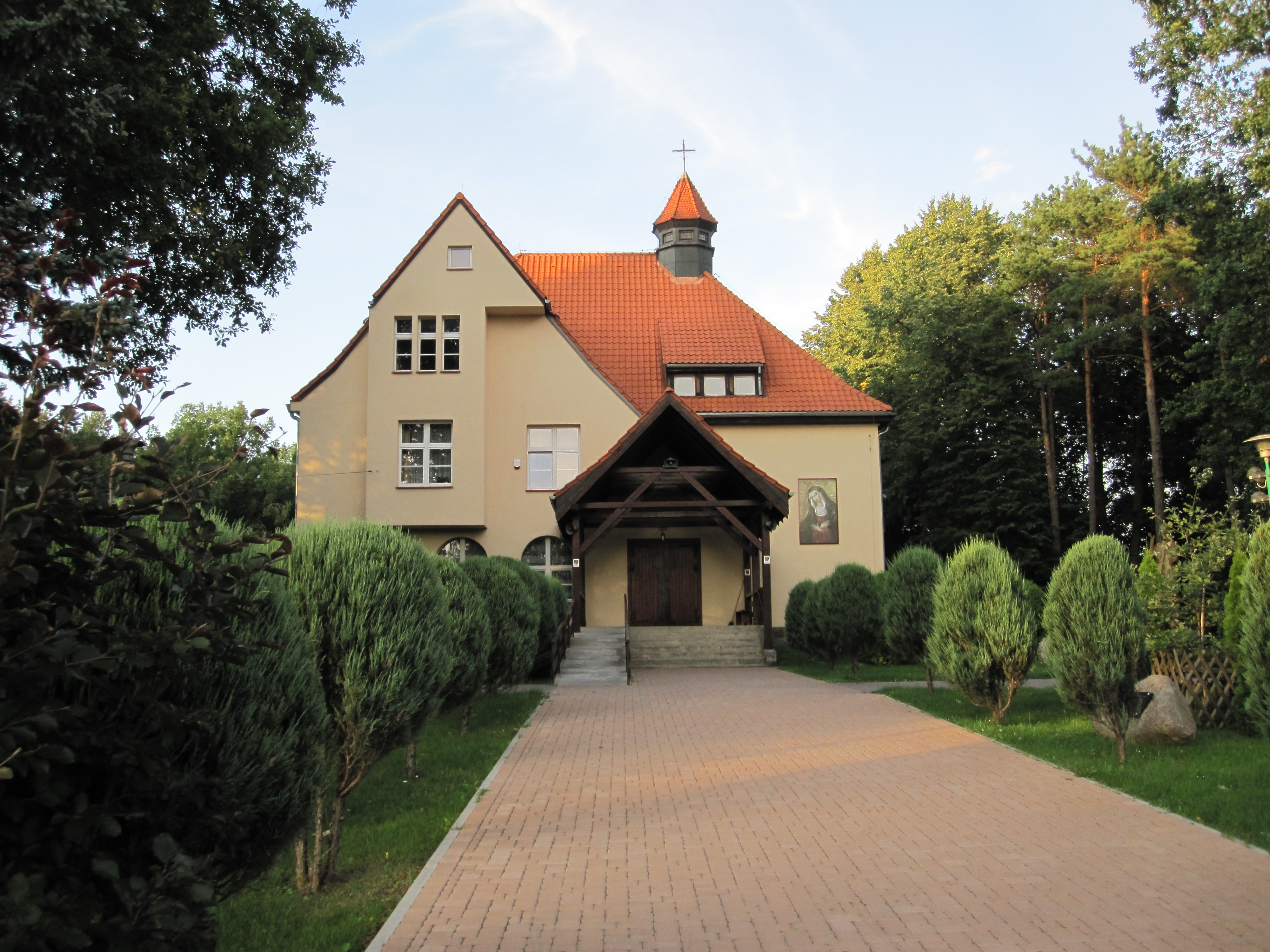
Das 1912/13 errichtete evangelische Gemeindehaus in Rudczanny, das heute als katholische Pfarrkirche dient

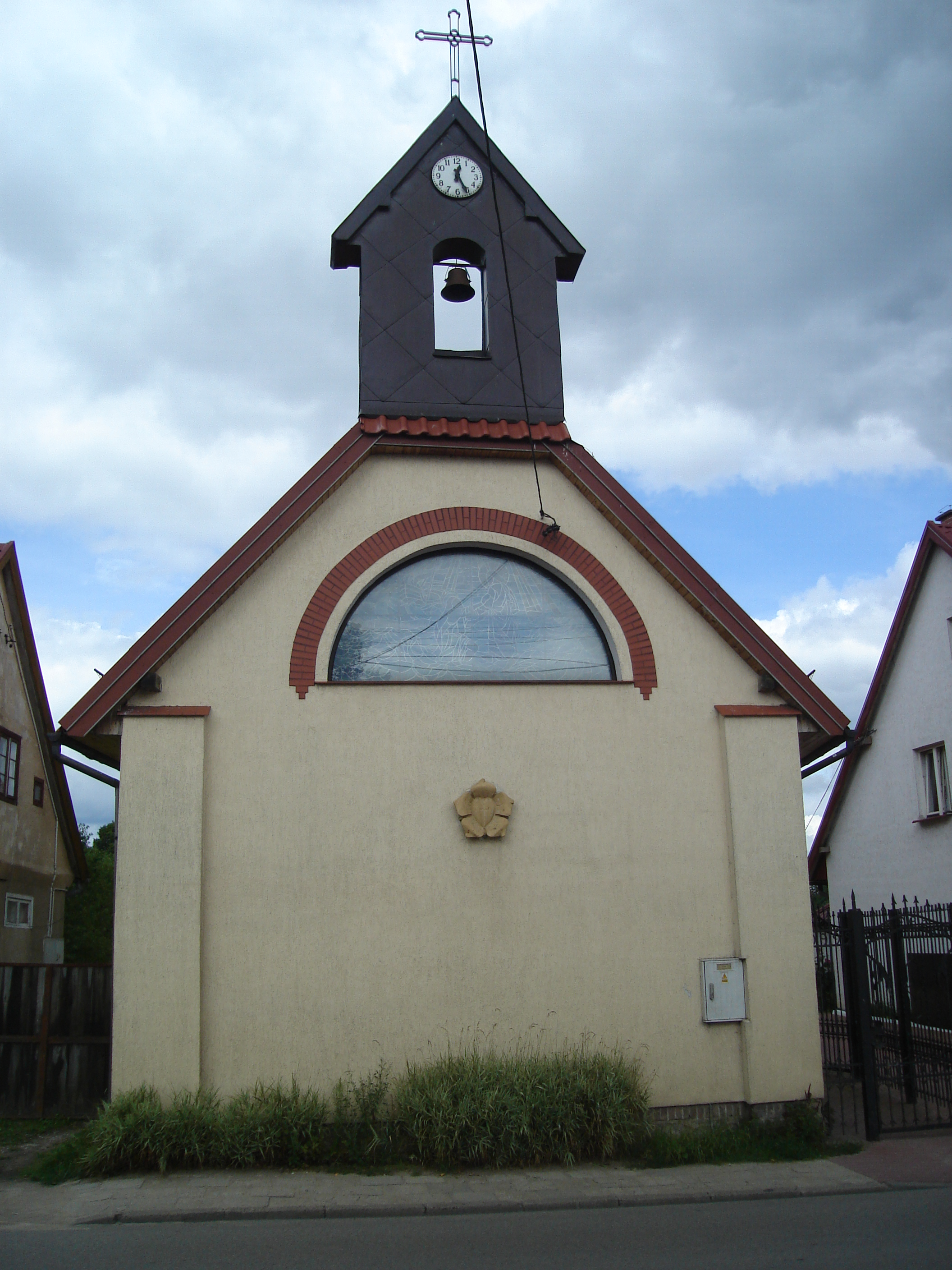
Die Dorfkapelle Alt Ukta, heute Petrikirche der evangelischen Gemeinde Ukta

Die immer ständige Wachstum der Gemeinde machte im Jahre 1920 eine Teilung notwendig. Das Zentrum des neuen Gemeindeteils war in Rudczanny (1938–1945 Niedersee, heute in Ruciane-Nida aufgegangen), wo man in den Jahren 1912/13 bereits ein Gemeindehaus mit großem Kapellenraum errichtet hatte, das heute als katholische Pfarrkirche genutzt wird. Pfarramtlich blieb Rudczanny mit Alt Ukta als Pfarrsitz verbunden. Bereits ab 1906 wurde aber schon ein eigener Hilfsprediger zur Versorgung der Tochtergemeinde eingesetzt.
Zusammen waren vom Pfarramt Alt Ukta/Rudczanny im Jahre 1925 insgesamt 5700 Gemeindeglieder zu betreuen, von denen 4200 im Pfarrdorfsprengel und 1500 im Sprengel der Filialgemeinde wohnten.
Flucht und Vertreibung der einheimischen Bevölkerung ließen nach 1945 das evangelische Gemeindeleben in dem nun Ukta genannten Ort absterben. Bis heute erhalten ist der ehemalige deutsche evangelische Friedhof. Nach und nach ließen sich hier jedoch wieder vereinzelt evangelische Kirchenglieder nieder. Sie konnten die einstige Dorfkapelle Alt Ukta für ihre Zwecke in Gebrauch nehmen, nachdem die Pfarrkirche an die katholische Kirche zwangsenteignet wurde. Das „neue“ Gotteshaus steht am westlichen Teil der ulica Mągorowska Nr. 31 und gehört der Diözese Masuren der Evangelisch-Augsburgischen Kirche in Polen. Es trägt jetzt den Namen des Apostels Petrus („Kościół Apostoła Petra“) und ist eine Filialkirche der Pfarrei in Mikołajki (deutsch Nikolaiken).

#### Kirchspielorte (bis 1945)
Mehr als 30 Dörfer, Ortschaften und Wohnplätze waren bis 1945 in das Kirchspiel Alt Ukta / Rudczanny eingegliedert. Im Jahr 1920 wurde es in zwei Sprengel aufgeteilt:

##### Sprengel Alt Ukta
| Name                            | Geänderter Name (1938–1945) | Polnischer Name     |  | Name                          | Geänderter Name (1938–1945) | Polnischer Name             |
| ------------------------------- | --------------------------- | ------------------- |  | ----------------------------- | --------------------------- | --------------------------- |
| *Alt Ukta                       |                             | Ukta                |  | *Jägerswalde                  |                             | Rosocha                     |
| *Bubrowko                       | Biebern                     | Bobrówko            |  | Iwanowen                      |                             | Iwanowo                     |
| Chostka                         | (ab 1930:) Walddorf         | Chostka             |  | Kamien                        | Keilern                     | Kamień                      |
| Collogienen (Kollogienen)       | Kalgienen                   | Kołowin             |  | *Klein Schwignainen-Schönfeld |                             | Śwignajno Małe / Ładne Pole |
| *Cruttinnen (Kruttinnen)        |                             | Krutyń              |  | Neubrück                      |                             | Nowy Most                   |
| Cruttinnerofen (Kruttinnerofen) |                             | Krutyński Piecek    |  | *Neu Ukta                     |                             | Nowa Ukta                   |
| *Eckertsdorf                    |                             | Wojnowo             |  | Nikolaihorst, Forst           | Nickelshorst, Forst         | Mościska                    |
| *Fedorwalde (-Peterhain)        |                             | Osiniak (-Piotrowo) |  | *(Fedorwalde-) Peterhain      |                             | (Osiniak-) Piotrowo         |
| Galkowen- *Nikolaihorst, Dorf   | Nickelshorst, Dorf          | Gałkowo             |  | Sakrent                       |                             | Zakręt                      |
| Gonschor                        | Gonscher                    | Gąsior              |  | Schlößchen                    |                             | Zameczek                    |
| Groß Schwignainen               |                             | Śwignajno Wielkie   |  | Sgonn                         | Hirschen                    | Zgon                        |
| Grünheide                       |                             | Zielony Lasek       |  | *Wigrinnen                    |                             | Wygryny                     |

##### Sprengel Rudczanny/Niedersee
| Name            | Geänderter Name (1938–1945) | Polnischer Name |  | Name       | Geänderter Name (1938–1945) | Polnischer Name |
| --------------- | --------------------------- | --------------- |  | ---------- | --------------------------- | --------------- |
| *Dietrichswalde |                             | Wólka           |  | *Nieden    |                             | Nida            |
| Fuchswinkel     |                             |                 |  | *Rudczanny | Niedersee                   | Ruciane         |
| Guszianka       | Guschienen                  | Guzianka        |  | Samendawe  |                             |                 |
| Kowallik        | Müllershof                  | Kowalik         |  |            |                             |                 |

#### Pfarrer (bis 1945)
Das Pfarramt Alt Ukta / Rudczanny war ab 1906 zusätzlich mit einem Hilfsprediger zur Betreuung des Pfarrsprengels Rudczanny/Niedersee besetzt. Den Pfarrsprengel Alt Ukta versorgte der Pfarramtsinhaber:

##### Pfarrsprengel Alt Ukta
Als Pfarramtsinhaber wirkten an der Kirche Alt Ukta als evangelische Geistliche:
- Leopold Gustav Kendziorra, 1846–1879[9]
- Daniel Johannes Heinrich Rutkowski,
1879–1888
- Franz Eduard Friedrich Kahnert, 1888–1898
- Ferdinand Baginski, 1898
- Hermann Arthur Rogalsky, 1898–1914
- Hermann Oskar Bohle, 1914–1917
- Ernst August Heinrich Sack, 1917–1927
- Albert Koßmann, 1927–1936
- Theophil Flügge, 1937–1945

##### Pfarrsprengel Rudczanny/Niedersee
Als Hilfsprediger wirkten an der Kirche Alt Ukta mit der Aufgabe der Versorgung der Gemeindeglieder im Sprengel Rudczanny/Niedersee:
| - Fritz Fachnio, 1906–1907 - Ludwig Emil Moysisch, 1907–1911 - Friedrich Rzadzki, 1912 - Richard Drost, 1913–1916 - Paul Gerhard Johannes Ebel, 1916–1918 - Bruno Franz, 1919–1921 | - Walter Obgartel, 1921–1923 - Reinhard Schwartzkopf, 1923–1926 - Gerhard Laudien, 1928 - Friedrich Jung, 1932 - Gerhard Barkow, 1938 - Mingo, 1929–1930 |

### Katholisch
Vor 1945 lebten nur sehr wenige römisch-katholische Einwohner im Bereich Alt Ukta. Sie waren in die Pfarrkirche in Sensburg (polnisch Mrągowo) im Dekanat Masuren II (Amtssitz: Johannisburg) im Bistum Ermland eingepfarrt. Nach 1945 siedelten sich zahlreiche polnische Neubürger im Raum Ukta an, die fast ausnahmslos katholischer Konfession waren. Sie bildeten in Ukta eine selbständige Gemeinde und eigneten sich 1981 das bisher evangelische Gotteshaus als ihre Pfarrkirche an. 1984 bildete man eine eigene Pfarrei, die man – wie auch die Kirche – der Kreuzerhöhung („Kościół Podwyższenia Krzyża Świętego“) weihte. Sie gehört seit 1992 zum Dekanat Mikołajki (Nikolaiken) im Bistum Ełk der Römisch-katholischen Kirche in Polen.